# Oncicola paracampanulata
Oncicola paracampanulata är en hakmaskart som beskrevs av Machado 1963. Oncicola paracampanulata ingår i släktet Oncicola och familjen Oligacanthorhynchidae. Inga underarter finns listade i Catalogue of Life.